# Ladislav Přáda
Ladislav Přáda (Roupov, 4 aprile 1932 – Praga, 19 dicembre 1995) è stato un calciatore cecoslovacco, di ruolo attaccante.

## Carriera

### Club
Dopo aver giocato in un club minore del calcio ceco, all'inizio degli anni cinquanta è tesserato dal CSSA Liberec, poi divenuto DSO Slavoj Liberec con il quale esordisce nella massima divisione nazionale nel 1953. L'anno seguente passa all'ÚDA Praga, vincendo il titolo nazionale nel 1956. La sua carriera calcistica è condizionata dall'alcol: a causa dell'alcolismo è licenziato dal Dukla Praga. Tuttavia, continua l'attività calcistica, giocando con il Hradec Kralove, con l'HR Brno e nelle divisioni minori con le casacche di TJ Baník Příbram, squadra con la quale gioca per diverse stagioni, TJ Dynamo Kutná Hora, TJ Sokol Velký Borek e TJ Podřípan Rovné.

### Nazionale
Ha collezionato 11 presenze e 5 gol in Nazionale tra il 1953 e il 1956.

## Palmarès

### Club
- Campionato cecoslovacco: 1

ÚDA Praga: 1956